# Ossibia
Ossibia es un género de escarabajos longicornios.

## Especies
- Ossibia angolensis Adlbauer, 2012
- Ossibia cyanoptera Aurivillius, 1914
- Ossibia fuscata (Chevrolat, 1856)
- Ossibia murina (Gerstaecker, 1855)
- Ossibia picata Holzschuh, 1993
- Ossibia zambiensis Adlbauer, 2014